# 扈永通
扈永通（1500年—1576年），字一貫，號會溪，山東兗州府曹州曹縣人，民籍，明朝政治人物。

## 生平
嘉靖四年（1525年）乙酉科山東鄉試第四十一名舉人，十一年（1532年）中式壬辰科會試第八名，三甲第八十八名進士。兵部觀政，授中書舍人，十四年（1535年）十一月選授兵科給事中，二十二年（1543年）十月升工科右給事中，二十三年（1544年）四月升戶科左給事中，二十四年（1545年）四月升兵科都給事中，二十六年（1547年）四月升南京太僕寺少卿，三十年（1551年）四月升南京光祿寺卿，改應天府府尹，三十三年（1554年）六月調順天府府尹，十一月以赴任遲違限，謫河南按察司副使，轉湖廣布政使司參政，升河南左布政使，致仕，萬曆四年（1576年）卒。

## 家族
曾祖扈倫；祖父扈琮，義官；父扈國安，州判官。母陳氏。重慶下。弟扈永壽、扈永承。子扈拭（序班）、扈擴（生員）、扈拱（廩生）、扈握（監生）。孫扈立正（序班）、扈立愛（庠生）、扈立陛（監生）。曾孫扈茂、扈蕃、扈萌、扈苞、扈芳。